# Rae Sremmurd
Rae Sremmurd je americké hip-hopové duo, které bylo založeno v roce 2013 v Atlantě, stát Georgie. Skupinu tvoří dva bratři Khalif "Swae Lee" Brown (narozen 7. června 1995) a Aaquil "Slim Jxmmi" Brown (narozen 29. prosince 1993), oba původem z města Tupelo, stát Mississippi. Název Rae Sremmurd tvoří pozpátku psaná slova Ear Drummers, což je název jejich domovského labelu. Duo je nejvíce známe pro svůj hit "Black Beatles" (ft. Gucci Mane) z roku 2016, který se v USA umístil na vrcholu žebříčku Billboard Hot 100. Singl pochází z jejich druhého alba SremmLife 2, které bylo vydáno v roce 2016. Duo je rovněž známo pro svůj hit "No Type" (16. příčka) z roku 2014, z debutového alba SremmLife (2015).

## Historie

### Počátky (2013)
Bratři Khalif a Aaquil Brownovi spolu vystupovali nejdříve pod názvem Dem Outta St8 Boyz. Tehdy používali pseudonymy Kid Krunk (Swae Lee) a Caliboy (Slim Jxmmi); a měli třetího člena s pseudonymem Lil Pantz (Andre Harrys). Největším úspěchem tria bylo vystoupení v TV pořadu 106 and Park – Wild Out Wednesday stanice BET. V soutěži hledání talentů skončili na druhém místě, což vedlo k jednáním s nahrávacími společnostmi Def Jam Recordings a Sony Music. Ta však ještě smlouvou nevyvrcholila.

### SremmLife (2014–...)
Ještě jako Dem Outta St8 Boyz podepsali v lednu 2014 smlouvu s nahrávací společností EarDrummers Entertainment (kterou založil producent Mike Will Made It) s distribucí u Interscope Records. Při této příležitosti si změnili název na Rae Sremmurd. V květnu 2014 vydali debutový singl "No Flex Zone", který se umístil na 36. příčce žebříčku Billboard Hot 100 a stal se platinovým. V září 2014 následoval hit "No Type" (16. příčka a 3x platinová certifikace). Úspěšný debutový rok zakončili prosincovým vydáním singlu "Throw Sum Mo" (ft. Nicki Minaj a Young Thug), (30. příčka a platinová certifikace). Debutové album SremmLife bylo vydáno 6. ledna 2015. Album debutovalo na 5. příčce žebříčku Billboard 200 s prodejem 49 000 ks alba (po započítání streamů). Celkem se alba prodalo 198 000 ks a po započítání streamů získalo v USA platinovou certifikaci. Během roku 2015 byly z alba vydány ještě dva platinové singly "This Could Be Us" (49. příčka) a "Come Get Her" (56. příčka).
Duo okamžitě začalo pracovat na druhém albu. V únoru vydali singl "By Chance", který ovšem v hlavním US žebříčku nezabodoval. V dubnu následoval singl "Look Alive" (72. příčka). V červnu 2016 oznámili, že druhé album ponese název SremmLife 2 a bude vydáno v srpnu 2016, což se stalo. Album bylo vydáno 12. srpna 2016 a debutovalo na 7. příčce žebříčku Billboard 200 s 15 000 prodanými kusy. V září vydali singl "Black Beatles" (ft. Gucci Mane), ze kterého se stal hit (1. příčka v žebříčku Billboard Hot 100). Singlu pomohla virální sláva, kterou získal díky propojení s trendem #MannequinChallenge. Po úspěchu singlu se album vyhouplo na 4. příčku žebříčku Billboard 200. Dalším singlem byla píseň "Swang" (26. příčka).
V roce 2016 Swae Lee oznámil, že vydá sólové album s názvem Swaecation. Slim Jxmmi rovněž oznámil práce na svém debutovém sólovém projektu s názvem Uncle Jxm.
V srpnu 2017 vydali singl "Perplexing Pegasus" (84. příčka) a oznámili název svého plánovaného třetího studiového alba SR3MM. Album je oficiálně považováno za trojalbum; je tedy rozděleno na tři části, kdy každá čítá devět písní. První částí je album SR3MM, které Rae Sremmurd nahráli jako duo. Druhou částí je album Swaecation, sólový debut Swae Leeho. Poslední třetí část tvoří album Jxmtro, sólový debut Slima Jxmmiho. Dalšími singly byly písně "Powerglide" (ft. Juicy J) (28. příčka), "Guatemala" (84. příčka) a "Close" (ft. Travis Scott). Album bylo vydáno 4. května 2018 a debutovalo na 6. příčce žebříčku Billboard 200 s 57 000 prodanými kusy (po započítání streamů).

## Diskografie

### Studiová alba
| Rok  | Album                                                                     | Nejvyšší umístění v hitparádě | Nejvyšší umístění v hitparádě | Nejvyšší umístění v hitparádě | Nejvyšší umístění v hitparádě | Ocenění          |
| Rok  | Album                                                                     | US 200                        | US Hip-Hop                    | US Rap                        | CAN                           | Ocenění          |
| ---- | ------------------------------------------------------------------------- | ----------------------------- | ----------------------------- | ----------------------------- | ----------------------------- | ---------------- |
| 2015 | SremmLife - Vydáno: 6. ledna 2015 - Vydavatel: EarDrummers, Interscope    | 5                             | 1                             | 1                             | 13                            | US: 2x platinové |
| 2016 | SremmLife 2 - Vydáno: 12. srpna 2016 - Vydavatel: EarDrummers, Interscope | 4                             | 3                             | 2                             | 14                            | US: platinové    |
| 2018 | SR3MM - Vydáno: 4. května 2018 - Vydavatel: EarDrummers, Interscope       | 6                             | 5                             | 4                             | 4                             | US: zlaté        |
| 2023 | Sremm 4 Life - Vydáno: 7. dubna 2023 - Vydavatel: EarDrummers, Interscope | 28                            | 11                            | 7                             | —                             |                  |

### Úspěšné singly
Singly umístěné v žebříčku Billboard Hot 100:
- 2014 – "No Flex Zone"
- 2014 – "No Type"
- 2014 – "Throw Sum Mo" (ft. Nicki Minaj a Young Thug)
- 2015 – "This Could Be Us"
- 2015 – "Come Get Her"
- 2016 – "Look Alive"
- 2016 – "Black Beatles" (ft. Gucci Mane)
- 2017 – "Swang"
- 2017 – "Perplexing Pegasus"
- 2018 – "PowerGlide" (ft. Juicy J)
- 2018 – "Guatemala"
- 2018 – "Close" (ft. Travis Scott)